# 人間そっくり
『人間そっくり』（にんげんそっくり）は、安部公房のSF長編小説。火星人と名乗る男の訪問を受け、翻弄されるラジオ番組の脚本家が、自分の現在いる場所の現実が寓話の世界なのか実話の世界なのか判らなくなる物語。きちがいじみた男との会話の応酬から次第にそれに巻き込まれ、相手の狂気を証明しようとすればするほど、逆に自身の正当性に疑いが生じ、思わぬ事態に陥る脚本家の苦闘をユーモラスに描いている。トポロジー理論を小説の主題の展開に応用することにより、人間の帰属本能に対する解剖学的所見を試みた作品である。
1966年（昭和41年）、雑誌『S-Fマガジン』9月号から11月号に、「前篇」「中篇」「後篇」の3回に分けて連載された（イラストは安部真知）。単行本は翌年1967年（昭和42年）1月15日に早川書房より刊行された。文庫版は新潮文庫で刊行されている。

## 作品成立・主題
『人間そっくり』は、短編小説『使者』（1958年）と、テレビドラマ『人間そっくり』（1959年）から長編小説化されたもので、事前エッセイでの予告表題は「人間もどき」であったという。
安部公房は『人間そっくり』の主題について、人間の胸に付ける「バッジ」、さらには「心のバッジ」ともいえる「人間の帰属本能」（小は家族から、大は民族にいたるまでの）に対する、「意地の悪い解剖学的所見あるいは挑戦である」とし、「トポロジー（位相幾何学）理論」を単に飾りとしてだけでなく、テーマを展開させるための「重要な手段」として、小説の中に取り入れてみたと解説している。

## あらすじ
『こんにちは火星人』というラジオ番組の脚本を書いている「ぼく」の元に、火星人と名乗る男が訪ねて来た。奇妙な男は「ぼく」のファンだと言う。男の妻だという女からの電話によると、男は退院したばかりの狂人らしかった。女は、自分が迎えに行くまで30分間、怒らせないように穏便に話を聞いてやってほしいと言った。突拍子もない自称・火星人の話に歩調を合わせながら、ときどき男が垣間見せる狂暴的な気配に怯えて「ぼく」は堪える。
男は、ラジオ番組が打ち切りになりそうなことをなぜか知っていて、「ぼく」に小説家への転業をすすめた。すでに書き上がっている「人間そっくり」という題名の小説の原稿を示し、もう雑誌社に「ぼく」の著作として売込みも済んであると言った。小説に火星協会の実名と所番地を入れて宣伝してもらう目論見だという。「ぼく」のペンネームも「甲田申由」と決めていた。「ぼく」がその話に少し乗り気になると、男は急に原稿を引っ込めて、「あわてる乞食はもらいが少ない」と嘲笑し、「ぼく」のプライドを傷つけた。
男の妻はなかなかやって来ない。「ぼく」の妻は、男を団地の階段で見かけたことがあるのを思い出した。男は団地の上の階の住人で保険の外交員らしく、「狂人保険」というもののアンケートを妻に求めていたという。妻は男の部屋を捜しに出て行った。男はその気配を察知し、うちの女房は狂人だと言った。そして「ぼく」の妻についても、自分が保険の外交員だという冗談を真に受けて多額の「狂人保険」の手続を申込んできたと言い出した。
「ぼく」は男の詭弁に不愉快になりつつも翻弄され、「人間そっくり」（またの名を「トポロジー理論による人間悲劇の究明」）の原稿を読まされる。男はあらためて自分を火星人と名乗り、火星連邦政府より正式に任命された地球訪問使節のメンバーの一員だと言った。「ぼく」は男を正真正銘の「気ちがい」だとみなすが、男は様々な理窟をこねて反証し出した。そして男の使命は、地球と貿易協定を結び、日本も火星連邦の仲間入りをしてもらい、火星人そっくりでなく、火星人そのものになってもらうことだと切り出した。そのために先生（「ぼく」）に、火星政府の代理人に出馬してもらいたいと言い、どんどん喋り続けた。
妻の帰りが遅いので「ぼく」は、男と一緒に彼の部屋へ行った。それが罠だった。部屋に行くと、「ぼく」の妻は不在だった。「ぼく」は、男の女房という女と会話するうちに、つい腹を立ててしまい、男を弁護するようなことを喋り始めて男と同じような理論を並べ、「ぼくが火星人でないっていう証拠は、どこにもない」と主張していた。シャワーを浴びにいったふりをしていた男が、陰でその会話をテープに録音していた。男と女は、よかったあ、先生みたいなすばらしい理解者にお目にかかれて、と喜び、突然「ぼく」に襲いかかり狭窄衣をかぶせた。「ぼく」はあせり、火星の代理人を引受けようと譲歩したが、男は「駄目ですよ、火星人のくせに」と言い、シャワーから出るオゾン臭い緑色の煙を「ぼく」に浴びせた。「ぼく」の記憶はその瞬間、切断された。
気がつくと、「ぼく」は精神病院らしいところにいた。そして毎日きまった時間に、医者と看護婦から、ここは地球か火星か、君は人間か、火星人かという質問をされた。「ぼく」は、万一この医者自身が、「トポロジー神経症」の患者だったとしたらと考え、どちらとも言えず沈黙以外の答えを思いつくことができなかった。いったいこの現実は、寓話が実話に負けたせいなのか、それとも、実話が寓話に負けたせいなのか、「ぼく」はわからなくなる。

## 登場人物
ぼく
社会戯評風のラジオ番組『こんにちは火星人』（平日11:00 - 11:30）の脚本構成を担当。火星ロケット打上げにより、空想的なこの番組の人気が下降し、打ち切り寸前になる。妻と団地に住んでいる。
妻
ぼくの妻。
男
自称・火星人。名刺の名前は「田中一郎」。貧弱な体格と寸づまりの背丈。
女
男の妻と名乗る女。はじけるように明るい、子供のような眼をした女。
医者
顔色の悪い水ぶくれの男。脂ぎった手。
看護婦
熟れすぎた杏の頬をした近眼の女。

## 作品評価・解釈
福島正実は、『人間そっくり』を一種独特の構造と雰囲気を持っていると述べ、「読者は、それに引きまわされ、目まいに似たものを感じないではいられない――ほとんどが会話と、ト書きに近い状況説明しかない小説なのに、状況そのものがくるくると二転三転して、何が事実で何が妄想なのか、その区別がしだいに曖昧化していく。ついに“人間”とは何か“火星人”とは何かの概念規定までが失われ、すべては単に“そっくり”なものでしかなくなる」と解説している。
高野斗志美は、SF小説の『人間そっくり』にも、他の作品同様に、「他者」「関係」への安部の関心が看取され、「関係の構造の逆転という角度から読むことができる」作品だと解説している。
永野宏志は安部の「仮説の文学」という語を用い、「認識されないほど環境と自己が電子メディアに接続された現代という実際の世界を、「仮説の文学」から説明するモデル」だと指摘する。

## 関連小説
- 短編小説『使者』
  - 1958年（昭和33年）10月27日、雑誌『別冊文藝春秋』第68号に掲載。単行本は、1964年（昭和39年）11月25日に新潮社より刊行の『無関係な死』に収録。

## テレビドラマ
- 『人間そっくり』（中日テレビ）　
  - 1959年（昭和34年）7月25日 土曜日 15:00 - 16:00
  - 脚本：安部公房。演出：三東迪彦。音楽：林光。
  - 出演：金子信雄（小説家・加島洋介）、大塚道子（その妻）、田中邦衛（火星人と名乗る男）、月待子（男の妻と名乗る女）
  - 脚本は同年3月25日に雑誌「現代芸術」II号（みすず書房）に掲載。

## 舞台化
- 『人間そっくり』　劇団人間座
  - 1962年（昭和37年）10月24日 - 27日 新宿厚生年金会館小ホール
  - 演出：岡田豊。

## おもな刊行本

### 人間そっくり
- 日本SF作家シリーズ5『人間そっくり』（早川書房、1967年1月15日）
  - 装幀：安部真知。
  - 収録作品：人間そっくり、鉛の卵
- 文庫版『人間そっくり』（ハヤカワ文庫、1974年10月15日）
- 文庫版『人間そっくり』（新潮文庫、1976年4月30日。改版1996年）
  - カバー装画：安部真知。付録・解説：福島正実。

### 使者
- 『無関係な死』（新潮社、1964年11月25日）
  - 収録作品：無関係な死、賭、家、人魚伝、使者、誘惑者、夢の兵士、時の崖
- 文庫版『無関係な死・時の崖』（新潮文庫、1974年5月25日） 
  - カバー装画：安部真知。付録・解説：清水徹。
  - 収録作品：夢の兵士、誘惑者、家、使者、透視図法、賭、なわ、無関係な死、人魚伝、時の崖
- 英文版『Beyond the Curve』（訳：Juliet Winters Carpenter）（Kodansha International、1991年）
  - 収録作品：カーブの向う（Beyond the curve）、無関係な死（An irrelevant death）、夢の兵士（The dream soldier）、デンドロカカリヤ（Dendrocacalia）、使者（The special envoy）、S・カルマ氏の犯罪（The crime of S. Karma）